# Єнс Кристінсен
Єнс Кристіан Кристінсен (21 листопада 1856 — 19 грудня 1930) — данський політичний діяч, глава уряду країни у 1905—1908 роках, один з найвидатніших політиків Данії початку XX століття.

## Життєпис
Народився у Західній Ютландії в селянській родині, хлопчаком був пастухом. Здобув фах вчителя й у досить юному віці пішов до політики. Був членом Ліберальної партії, а 1895 року став одним із засновників партії Венстре. Надалі успішно очолював опозицію до останнього консервативного кабінету, зрештою вигравши вибори 1901 року. У першому лівацькому уряді Донцера Кристінсен обіймав посаду міністра релігій. На тій посаді проводив реформи у системі сільської шкільної освіти.
З 1905 до 1908 року обіймав пост глави уряду Данії. Упродовж його врядування жінкам було надано виборче право. Також він зробив перші кроки щодо возз'єднання з оновленими лібералами, але не з радикалами.
У результаті скандалу, пов'язаного з корупційними діяннями міністра юстиції Петера Адлера Альберті, прем'єр-міністр втратив свої позиції, утім утримався на посту лідера партії. Представники Венстре отримали пости у другому кабінеті Карла Зале (1916–1918). У 1920–1922 роках востаннє отримав міністерський портфель, після чого залишив політику. В останні роки свого життя переймався осушенням болота у Ютландії.